# Berg-Feldwespen-Kuckuckswespe
Die Berg-Feldwespen-Kuckuckswespe (Polistes atrimandibularis, Syn.: Sulcopolistes atrimandibularis) ist ein Hautflügler aus der Familie der Faltenwespen (Vespidae).

## Merkmale
Die Wespe erreicht eine Körperlänge von 15 bis 18 Millimetern (Weibchen) bzw. 12 bis 18 Millimetern (Männchen). Das Gesicht ist bei beiden Geschlechtern unterhalb der Fühlerbasis stark schwarz gezeichnet, diese Färbung kann aber bei den Männchen stark reduziert sein. Beim Männchen sind die Mandibeln schwarz, selten mit einem kleinen gelben Fleck. Die gelbe Zeichnung entlang des inneren Augenrands ist aber beim Weibchen normalerweise mit dem gelben Querbalken oberhalb der Antennen-Einlenkungsstellen verbunden. Der Medianlappen des Clypeus ist seitlich betrachtet basal deutlich zurückgesetzt und verläuft nicht bogenförmig, in der Mitte trägt er einen spitzen Vorsprung. Wie bei allen sozialparasitischen Polistes-Arten (der ehemaligen Untergattung Sulcopolistes) sind die Mandibeln sehr kräftig, nach vorn vorgewölbt, mit einer abgeflachten Außenseite. Bei der Art trägt die Mandibel auf der Dorsalfläche (oben) eine abgesetzte Kante, die relativ schmal ist, der Eindruck auf der Mandibel ist deutlich flacher als bei den verwandten Arten.
Sehr ähnlich ist die erst 2017 neu beschriebene Polistes maroccanus, ein Endemit Marokkos. Deren Männchen ist bisher unbekannt. Auch die Biologie und Lebensweise dieser Art ist unbekannt.

## Vorkommen
Die Art ist in Südeuropa und dem südlichen Mitteleuropa verbreitet und tritt bis etwa 2800 Meter Seehöhe auf. Besiedelt werden sonnige Lebensräume, in denen ihr Wirt, die Berg-Feldwespe (Polistes biglumis) auftritt. Im Mittelmeerraum bevorzugt die Art höher gelegene, kühlere Habitate. Nach Osten kommt sie bis in die Türkei, nach Armenien und in den Iran vor.

## Lebensweise
Die Berg-Feldwespen-Kuckuckswespe lebt sozialparasitisch an den Nestern der Berg-Feldwespe. Befallen werden bevorzugt Nester mittlerer Entwicklung, in denen schon einige Arbeiterinnen geschlüpft sind. Das Parasitenweibchen tritt sehr passiv und träge auf, um nicht durch die Wirtskönigin bzw. ihre Arbeiterinnen getötet zu werden. Nach und nach tritt es in Bezug auf die Wirtskönigin dominant auf, umklammert sie mit den Vorderbeinen und betastet sie mit den Fühlern. Schließlich klettert es auf die Königin und zeigt seinen Stachel, ohne ihn jedoch einzusetzen. Gleichzeitig werden Pheromone abgegeben, sodass sich die Wirtskönigin unterwirft und entweder das Nest verlässt oder die Funktion einer Arbeiterin übernimmt. Das Parasitenweibchen wird durch seine Dominanz schließlich auch von den Wirtsarbeiterinnen als neue Königin akzeptiert. Sie frisst zunächst die Eier der Wirtskönigin und belegt freie Zellen mit ihren eigenen Eiern. Es kommt vor, dass ein Weibchen mehrere Nester auf diese Weise kontrolliert, wobei aber nur ein Nest zur Aufzucht des eigenen Nachwuchses verwendet wird. Aus den Nebennestern werden lediglich Eier und Larven geraubt, die an die eigene Brut verfüttert werden. Die Deckel der Zellen von parasitierten Nestern sind auffallend weiß gefärbt.
Für eine südeuropäische Population der Art wird angegeben, dass sie neben der Berg-Feldwespe Polistes biglumis drei weitere Wirtsarten akzeptiert, Polistes dominulus, Polistes nimphus und Polistes associus. Es handelt sich offenbar um eine einheitliche Population, Hinweise auf unterschiedlich spezialisierte Formen (Wirtsrassen) liegen nicht vor. Möglicherweise kann Polistes atrimandibularis aufgrund der geringeren Körpergröße ein weiteres Wirtsspektrum ausnutzen als die anderen Kuckuckswespen.

## Belege